# Керол-Сіті
Карол-Сіті — нейборгуд Маямі-Ґарденс, Флорида, США. За даними перепису 2010 року населення складає 61 233 осіб.

## Історія
У 1960-х роках великою частиною Карол-Сіті були сільгоспугіддя. Упродовж десятиліть багато людей у Маямі-Гарденс звинуватили житлово-комунальні споруди,[джерело?] у тому числі добудови біля середньої школи Карол-Сіті, в імпорті злочинності та наркотиків в область. 2007 року мер Маямі-Гарденс Ширлі Гібсон оголосила, що не допустить більше відкриття жодного проекту житлово-комунального будівництва в Маямі-Гарденс. Також був побудований стадіон Hard Rock та торговий центр Авентури.

## Географія
Карол-Сіті розташований за координатами 25°56′32″ пн. ш. 80°16′12″ зх. д. / 25.94222° пн. ш. 80.27000° зх. д. (25.942121, -80.269920). Згідно з Бюро перепису населення Сполучених Штатів, у спільноти є загальна площа 20.0 км². 19.7 км² є землею, і 0.3 км² (1.42 %) є вода.

## Відомі люди
- Rick Ross — репер
- Denzel Curry — репер
- Flo Rida — репер
- Gunplay — репер
- SpaceGhostPurrp — репер
- Torch — репер
- Bigg D — продюсер
- Джим Льюїс — професійний бейсбольний пітчер
- Нік Тернбулл — сейфті американського футболу
- Lil Pump — репер

## Демографія
За переписом від 2000 року налічувалося 59 443 людей, 16 402 домогоспода́рств, і 14 089 сімей, які проживають у суспільстві. Щільність населення була 3012.0 осіб/км² (7,796.0 осіб/миля²). У місті знаходилося 17 049 одиниць житла в який середня щільність була 863.9/км² (2,236.0/миля²). Расовий склад КПР був 52.10 % афроамериканців, 38.11 % Білих (6.4 % були неіспаномовні білі). 0.55 % азіатів, 0.19 % корінних американців, 0.04 % з тихоокеанських островів, 5.53 % з інших рас, і 3.48 % від двох або більше рас. Латиноамериканці з будь-якої раси були 42.00 % населення.
Там було 16,402 домашніх господарств, з яких 42.7 % мали дітей у віці до 18 років, які проживають з ними, 52.4 % були подружні пари, які живуть разом, 26.5 % сімей жінки, які проживали без чоловіків, а ще 14,1 % не мали сімей. 10.8 % всіх домогосподарств складалися з окремих осіб і 2,6 % мають когось у віці 65 років або старше, що проживає самотнім. Середній розмір домогосподарства становив 3,58 і середній розмір родини був 3.75.
У місті населення було поділене таким чином: 31.0 % у віці до 18 років, 9,7 % з 18 до 24, 28,6 % від 25 до 44 років, 22.4 % від 45 до 64 років і 8,2 %, кому було 65 років або старше. Середній вік становив 32 роки. На кожні 100 жінок припадало 92,5 чоловіків. На кожні 100 жінок віком 18 років і старше становила 87,1 чоловіків.
Середній дохід для домашнього господарства в суспільстві становила $38,652, а середній дохід на одну сім'ю — 39,596$. Чоловіки мали середній дохід від $26,079 проти $22,169 для жінок. На душу населення дохід для співтовариства склав $12,600. Близько 14,3 % сімей і 16,5 % населення були нижче риси бідності, включаючи 21.5 % з тих під віком 18 і 18,2 % — у віці 65 років і старше.
Станом на 2000, перш ніж місто було приєднано до Маямі-Гарденс, англійська як перша мова становила 53.73 % всіх жителів, у той час як іспанська становила 43.16 %, а гаїтянська креольська як рідна мова склала 2,15 % населення.
У 2000 р. частина Карол-Сіті в Маямі-Гарденс мав двадцять сьомий найвищий відсоток кубинських жителів у США, це 18.75 % населення. Мав дев'ятнадцятий найвищий відсоток ямайських жителів в США, це 5.80 % (яка пов'язана з Лейк-Парк, Флорида) і тридцять дев'ятий найвищий відсоток Домініканських жителів США, це 3 % її населення. Місто також має п'ятдесят шосту найбільшу кількість Гаїтів в США, на рівні 2,50 % (пов'язана з п'ятьма іншими місцями в США, включаючи Плантейшн і Тафт, штат Флорида), хоча має ХХ найвищий відсоток Нікарагуанців, на 2.20 % всіх жителів. У нейборгуді Карол-Сіті знаходиться сімдесятий найвищий відсоток Колумбійських жителів у США, це 2.15 % населення.

## Освіта

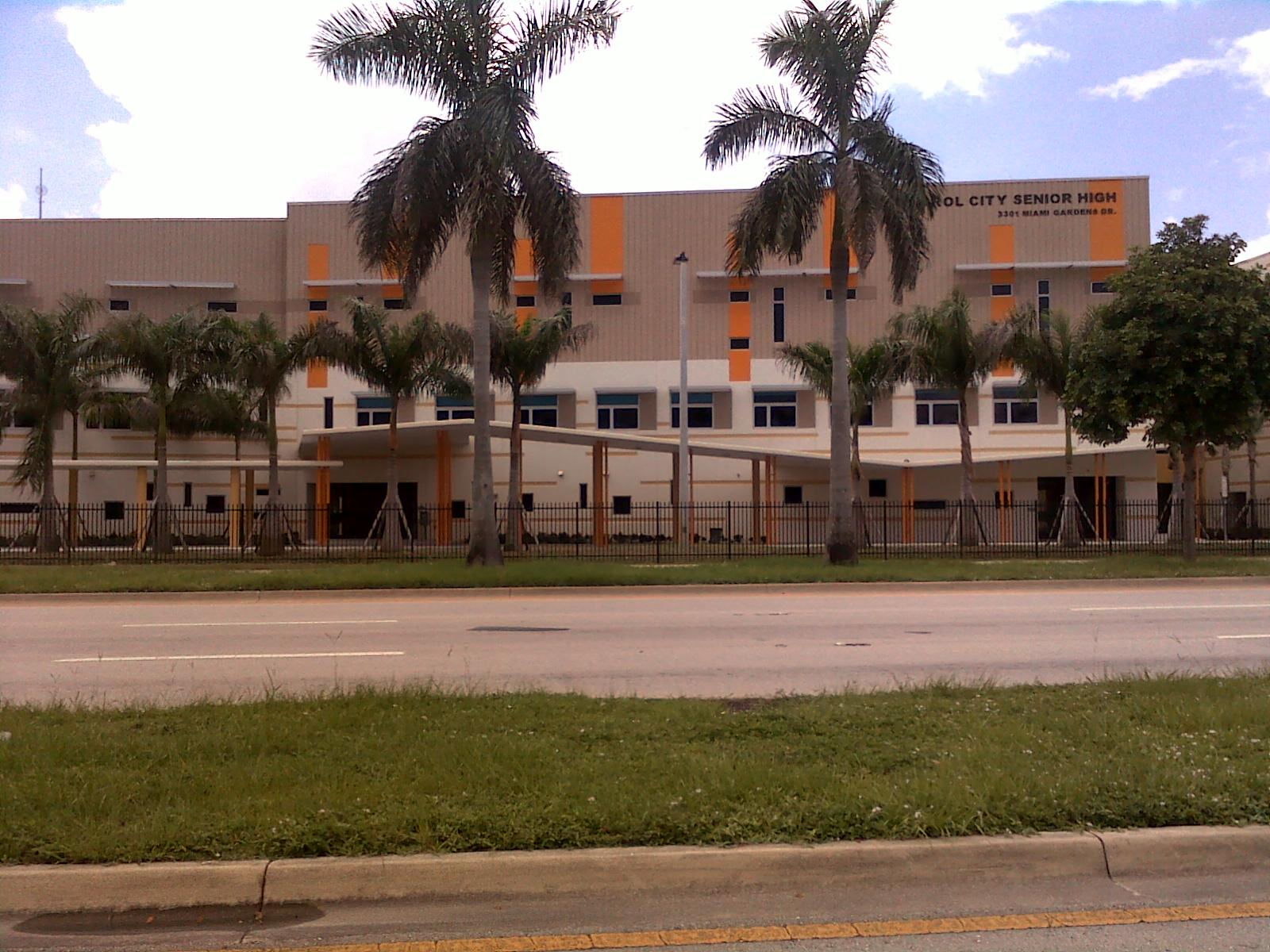
Середня школа Маямі-Карол-Сіті

Карол-Сіті розташований у районі державних шкіл Маямі-Дейд.
Початкові школи на території колишнього КДП, які тепер розташовуються в Маямі-Гарденс, включають Брентвуд, Керол-Сіті, Барбара Гокінз, Маямі-Гарденс, Міртл-Гров, Скайвей. Початкові школи на території колишнього КДП в некорпоративних областях включають Озеро Стівенс, Норт-Глейд, і Чарльз Девід Віче, Жуніор
Керол-Сіті Середня школа знаходиться у місті Маямі-Гарденс і в колишньому ОГТ. Озеро Стівенс Середня школа знаходиться в некорпоративной області і в колишньому ОГТ. Маямі Керол Міська гімназія знаходиться в місті Маямі-Гарденс і в колишньому Карол-Сіті КПР. він відкрився восени 1963.
У Північному кампусі школи Шандор Вайнер можливостей, Статутом школи, знаходиться в колишній CDP і в некорпоративної області.